# Freundinnen & andere Monster
Der Jugendfilm Freundinnen & andere Monster ist eine deutsche Filmkomödie aus dem Jahr 1998.

## Handlung
Einleitung
Die 15-jährige Katja zieht vom Land in die Stadt Essen. An ihrer neuen Schule ist eine angesagte Mädchen-Gang, zu der Katja dazugehören möchte. Doch das darf nur, wer eine Mutprobe besteht…
Hauptteil
1. Sequenz
Als die Clique Schwierigkeiten mit einem Polizisten hat, kann Katja die Mädels retten. Und so wird sie in die „Fun-Gang“ zur Probe aufgenommen. Doch an die endgültige Aufnahme ist noch eine Bedingung geknüpft. Nur Mädchen, die keine Jungfrau mehr sind, dürfen Mitglied der Gang sein. Katja hat 30 Tage Zeit, diese Bedingung zu erfüllen.
2. Sequenz
Und so beginnt Katja sich mit verschiedenen Jungs aus ihrer neuen Schule zu treffen. Doch mit keinem der Jungs gelingt es ihr, ihre Unschuld zu verlieren. Denn sie merkt, dass Liebe auf Kommando nicht funktioniert. Da die „Fun-Gang“ Katja nicht als Mitglied verlieren will, wollen sie ihr helfen. Sie heuern für 100 DM Marc an. Doch Marc verliebt sich tatsächlich in Katja, und deshalb gibt er der Gang das Geld zurück.
3. Sequenz
Allerdings ist Annika aus der „Fun-Gang“ auch in Marc verliebt, und hatte schon mehrfach vergeblich versucht bei Marc zu landen. Deswegen ist sie auf Katja eifersüchtig und erzählt ihr von dem Deal der „Fun-Gang“ mit Marc. Als Katja dies erfährt, ist sie außer sich vor Wut, und macht mit Marc Schluss, und auch mit der Mädchen-Gang will sie nichts mehr zu tun haben. Neben ihrem Liebeskummer hat Katja auch Sorgen um ihr Pferd, das sie auf dem Lande zurücklassen musste. Aus Kummer will das Pferd nichts mehr fressen. Deswegen sucht Katja einen Stall in der Nähe der Stadt. Doch die Kosten dafür sind zu hoch für sie.
4. Sequenz
Die Fun-Gang streitet sich währenddessen, wer Katja etwas über den Deal verraten hat. Dies führt schließlich zur Auflösung der Gruppe. Annika erkennt schlussendlich ihren Fehler. Sie erzählt Marc alles über Katjas Sorgen. Dieser besorgt daraufhin einen Stall für Katjas Pferd, und so versöhnen sie sich schließlich miteinander, und Katja verliert ihre Unschuld.
Schluss
Und auch die Fun-Gang kommt wieder zusammen. Schließlich taucht die Frage auf, ob die Jungfrauen-Regel immer noch gilt. So kommt es heraus, dass fast alle der Mädchen tatsächlich noch Jungfrau sind.

## Analyse
Aufbau
Die Komödie spielt, insbesondere in der ersten Hälfte des Films bis zum dramatischen Höhenpunkt, mit Elementen aus Teenie-Sex-Klamauk-Filmen. Erst als sich die Hauptperson Katja am Ende der zweiten Sequenz auf ihrem emotionalen Tiefpunkt befindet, nachdem sie sich von ihren Freundinnen und ihrem Freund verraten vorkommt, ändert sich das Bild und die Personen werden differenziert beleuchtet.
Personen
Katja ist ein 15-jähriges aufgewecktes Mädchen. Den Wechsel aus ihrer gewohnten Lebensumgebung bewältigt sie sehr schnell und passt sich ihrer neuen Umgebung an. Gruppendynamik ist ihr wichtig, daher ordnet sie sich den Regeln ihrer neuen Freundinnen unter, auch wenn ihr nicht ganz wohl dabei ist, auf Kommando ihre Unschuld zu verlieren.
Sie macht schließlich einen Reifeprozess durch, und erkennt, dass Liebe mehr als Sex ist. Und auch im Umgang mit ihren Freundinnen wird sie selbstsicherer und lernt ihren Standpunkt zu vertreten.
Die Mädchen der „Fun-Gang“ treten als einzelne Individuen kaum in Erscheinung. Sie bilden die Gruppendynamik, die klare Regeln von den Mitgliedern fordert. Den Jugendlichen gibt die Gruppe Halt auf ihrem Weg sich zu erwachsenen Individuen zu entwickeln. Und so lernt die Gruppe eine der schwersten Lektionen: den Mut zur Ehrlichkeit.

## Zusatzinformationen
Als Gaststar spielt Franco „Salvatore“ Campana eine Nebenrolle als italienischer Eisverkäufer Antonio. Dabei zeigt er der Fun-Gang einige Hütchenspiele. Franco Campana war als „Salvatore“ in den 80er-Jahren mit ebendiesen Hütchenspielen im Werbeprogramm von RTL bekannt geworden.

## Kritiken
Das pubertierende Mädchen, das mit seiner Mutter vom eigenen Pferd weg in die Großstadt zieht – das klingt doch nach den ZDF-Weihnachsserien, die wir so geliebt haben. Vom Niveau her bewegt sich das ganze auch auf keiner anderen Ebene (will es aber wohl auch nicht), wenngleich sich die Autoren hier einer erfrischend natürlichen Alltagssprache bedienen.
 moviemaster.de 
Aber es ist recht erbarmungswürdig, was die 34-jährige Kölnerin mit „Lindenstraßen“-Erfahrung präsentiert. Und einmal mehr beweist sich, wie weit viele deutsche Produktionen von internationalem Niveau entfernt sind.
 AP 7/1998 
Für Kritiker eher eine Nullnummer, weil er mit ästhetischen Mitteln geizt, künstlerisch nicht viel hergibt – sieht man einmal von den paar weich und rosa gefilterten Flashbacks ab.
 filmportal.de 